# 진관길
진관길은 서울특별시 은평구 진관동 진관사입구 교차로와 진관사를 잇는 서울특별시의 도로이다.

## 주요 경유지
서울특별시
- 은평구(진관동)

## 노선
| 이름        | 접속 노선  | 소재지     | 소재지 | 소재지 | 비고 |
| ----------- | ---------- | ---------- | ------ | ------ | ---- |
| 진관사입구  | 연서로     | 서울특별시 | 은평구 | 진관동 |      |
| (이름 없음) | 진관길     | 서울특별시 | 은평구 | 진관동 |      |
| (이름 없음) | 연서로50길 | 서울특별시 | 은평구 | 진관동 |      |
| (이름 없음) | 진관길     | 서울특별시 | 은평구 | 진관동 |      |
| (이름 없음) | 연서로48길 | 서울특별시 | 은평구 | 진관동 |      |
| 진관사      |            | 서울특별시 | 은평구 | 진관동 |      |

## 주요 건물 및 시설
- 진관사 (서울특별시 은평구 진관길 73)